# 이병조
이병조(1963년 8월 22일 ~ )는 대한민국의 성우이다. 1991년 CBS 17기 입사했으며, 2004 ~ 2005년에 MBC ESPN에서 여러 홈쇼핑 CM을 담당하기도 했다.주인공이 바로 그 성우이다. 2000년 초반하고 중반엔 동기들에 비해 외부활동 많은 편이었지만 2008년부터는 다른 CBS 성우들처럼 활동이 줄었고 2010년대부터는 공무원 생활을 하고 있다.

## 주요 출연작품

### 영화
- 용형마교 (SBS) -  러시아 대사(로이 호랜)
- 꼬마돼지 베이브 (EBS)
- 안개꽃 당신 - 주인공 출연
- 그 외 SBS 외화, 한국영화 다수녹음

### 외화
- 울트라맨 티가 (MBC 무비스) - 총감

### 게임
- 진 삼국무쌍 (PS2) - 손견 / 하후연
- 임진록 영웅전쟁
- 엠퍼러 : 배틀 포 듄
- 마리오넷 컴퍼니

### 인터넷
- 사이버 파이터 (세이캐스트) - 주인, 겜방주인

### 성경
- 아가페 쉬운 성경

### 방송
- SBS 골프 아카데미
- 선택! 행복한 아침  (ITV)
- 토크쇼 임성훈과 함께  (MBC) - 출연

### 광고
- 삼성화재

### 기타
- CBS 기자수첩 2년 진행